# Aphyllorchis
Aphyllorchis, rod orhideja iz potporodice Epidendroideae, dio tribusa Neottieae. Priznata je 21 vrsta koje su raširene po suptropskoj i tropskoj Aziji i Queenslandu.

## Vrste
1. Aphyllorchis acuminata J.J.Sm.
2. Aphyllorchis alpina King & Pantl.
3. Aphyllorchis angustipetala J.J.Sm.
4. Aphyllorchis anomala Dockrill
5. Aphyllorchis arfakensis J.J.Sm.
6. Aphyllorchis caudata Rolfe ex Downie
7. Aphyllorchis elata Schltr.
8. Aphyllorchis evrardii Gagnep.
9. Aphyllorchis exilis Schltr.
10. Aphyllorchis gollanii Duthie
11. Aphyllorchis halconensis Ames
12. Aphyllorchis kemulensis J.J.Sm.
13. Aphyllorchis maliauensis Suetsugu, Suleiman & Tsukaya
14. Aphyllorchis montana Rchb.f.
15. Aphyllorchis pallida Blume
16. Aphyllorchis queenslandica Dockrill
17. Aphyllorchis siantanensis J.J.Sm.
18. Aphyllorchis simplex Tang & F.T.Wang
19. Aphyllorchis spiculaea Rchb.f.
20. Aphyllorchis striata (Ridl.) Schltr.
21. Aphyllorchis sumatrana J.J.Sm.